# Staurogyne balabacensis
Staurogyne balabacensis är en akantusväxtart som beskrevs av Eduardo Quisumbing y Argüelles. Staurogyne balabacensis ingår i släktet Staurogyne och familjen akantusväxter. Inga underarter finns listade i Catalogue of Life.